# Hétvezér
Ez a szócikk a horvátországi településről szól. A magyar vezetőkről lásd A hét vezér című lapot!
Hétvezér (horvátul: Preseka, eredetileg Preszeka néven volt jegyezve) falu Horvátországban, Muraköz megyében. Közigazgatásilag Felsőmihályfalvához tartozik.

## Fekvése
Csáktornyától 13 km-re északnyugatra, községközpontjától Felsőmihályfalvától 4 km-re nyugatra a Muraközi-dombság területén, közvetlenül a szlovén határ mellett fekszik.

## Története
A csáktornyai uradalom részeként területe 1546-ban I. Ferdinánd király adományából a Zrínyieké lett. A falu 1650-ben a zágrábi püspökség oklevelében szerepel. Miután Zrínyi Pétert 1671-ben felségárulás vádjával halálra ítélték és kivégezték minden birtokát elkobozták, így a birtok a kincstáré lett. III. Károly a Muraközzel együtt 1719-ben szolgálatai jutalmául elajándékozta Althan Mihály János cseh nemesnek. 1791-ben az uradalommal együtt gróf Festetics György vásárolta meg és ezután 132 évig a tolnai Festeticsek birtoka volt.
Vályi András szerint „PRESZEKA. Horvát falu Szala Vármegyében, földes Ura Gróf Álthán Uraság, lakosai katolikusok, fekszik Mihalievecznek szomszédságában, mellynek filiája, határja sovány, harmadik osztálybéli.”
1910-ben 100, túlnyomórészt horvát lakosa volt. 1920 előtt Zala vármegye Csáktornyai járásához, majd a Szerb-Horvát-Szlovén Királyság része lett, mely 1929-ben felvette a Jugoszlávia nevet. 1941 és 1945 között ismét Magyarországhoz tartozott. 1991-óta a független Horvátország része. 2001-ben 70 lakosa volt.

## Külső hivatkozások
- Felsőmihályfalva község hivatalos oldala
- A község a Muraköz információs portálján